# Baltic Air Surveillance Network
Baltic Air Surveillance Network (BALTNET) est un réseau de radars de défense aérienne exploité par les États baltes de Lettonie, de Lituanie et d’Estonie.

## Structure
Le centre régional de coordination de la surveillance de l'espace aérien (RASCC) du réseau de surveillance aérienne des États baltes est situé à Karmlava et rend compte au centre de contrôle des opérations aériennes de l'OTAN, le CAOC.
- Centre régional de coordination de la surveillance de l'espace aérien  (RASCC), à Karmėlava
  - Centre des opérations aériennes (Force aérienne estonienne), sur la base aérienne d'Ämari
    - Station radar de Levalõpme, équipée d'un GM 403
    - Station radar de Otepää, équipée d'un GM 403
    - Station radar de Kellavere, équipée d'un AN/TPS-77

  - Centre des opérations aériennes (Force aérienne lettonne), sur la base aérienne de Lielvārde
    - 1er poste radiotechnique (radar), sur la base aérienne de Lielvārde, équipé d'un AN/TPS-77
    - 2e poste radiotechnique (radar), à Audriņi, équipé d'un AN/TPS-77
    - 3e poste radiotechnique (radar), à Čalas, équipé d'un AN/TPS-77

  - Centre des opérations aériennes (Force aérienne militaire lituanienne), à Karmėlava
    - 1er poste radar, à Antaveršis, équipé d'un AN/TPS-77
    - 3e poste radar, à Degučiai, équipé d'un AN/TPS-77
    - 4e poste radar, à Ceikiškės, équipé d'un AN/TPS-77